# Le Berceau de Dieu
Pour plus de détails, voir Fiche technique et Distribution.
Le Berceau de Dieu est un film muet français réalisé par Fred Leroy-Granville, sorti en 1926.

## Synopsis
L'écrivain John Powers, ayant perdu la foi à la mort de sa fiancée, se lance dans l'écriture d'un pamphlet discréditant toute religion et se rend à Jérusalem. Puis, errant en Palestine, il rencontre dans un village la jeune Ruth qui tente de lui faire retrouver la foi. S'endormant, il rêve qu'il rencontre des protagonistes de l'Ancien Testament...

## Fiche technique
- Titre : Le Berceau de Dieu
- Titres alternatifs : Le Berceau des dieux / Les Ombres du passé
- Réalisation : Fred Leroy-Granville
- Scénariste et producteur : Stefan Markus
- Directeur de la photographie : James E. Rogers
- Décors : Henri Ménessier
- Maquettes : E. C. Rogers et Léonard Sarluis
- Société de production : Productions Markus et Steiger
- Société de distribution : Super-Film
- Film muet dramatique en noir et blanc
- Date de sortie ( France) : 4 juin 1926

## Distribution

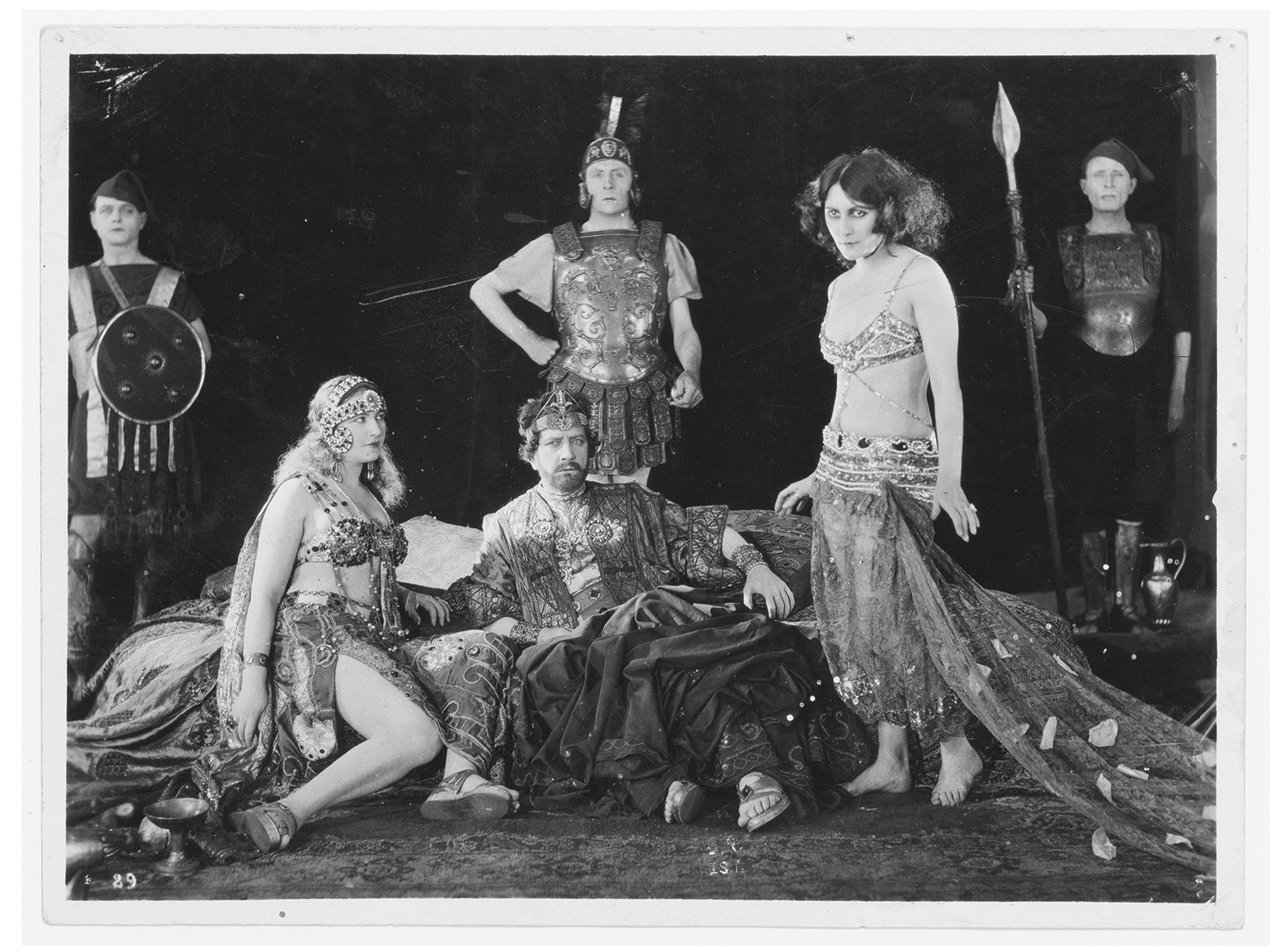
Salomé (Stacia Napierkowska) s'apprête à danser devant Hérode (Léon Mathot) et Hérodiade (Rachel Devirys).

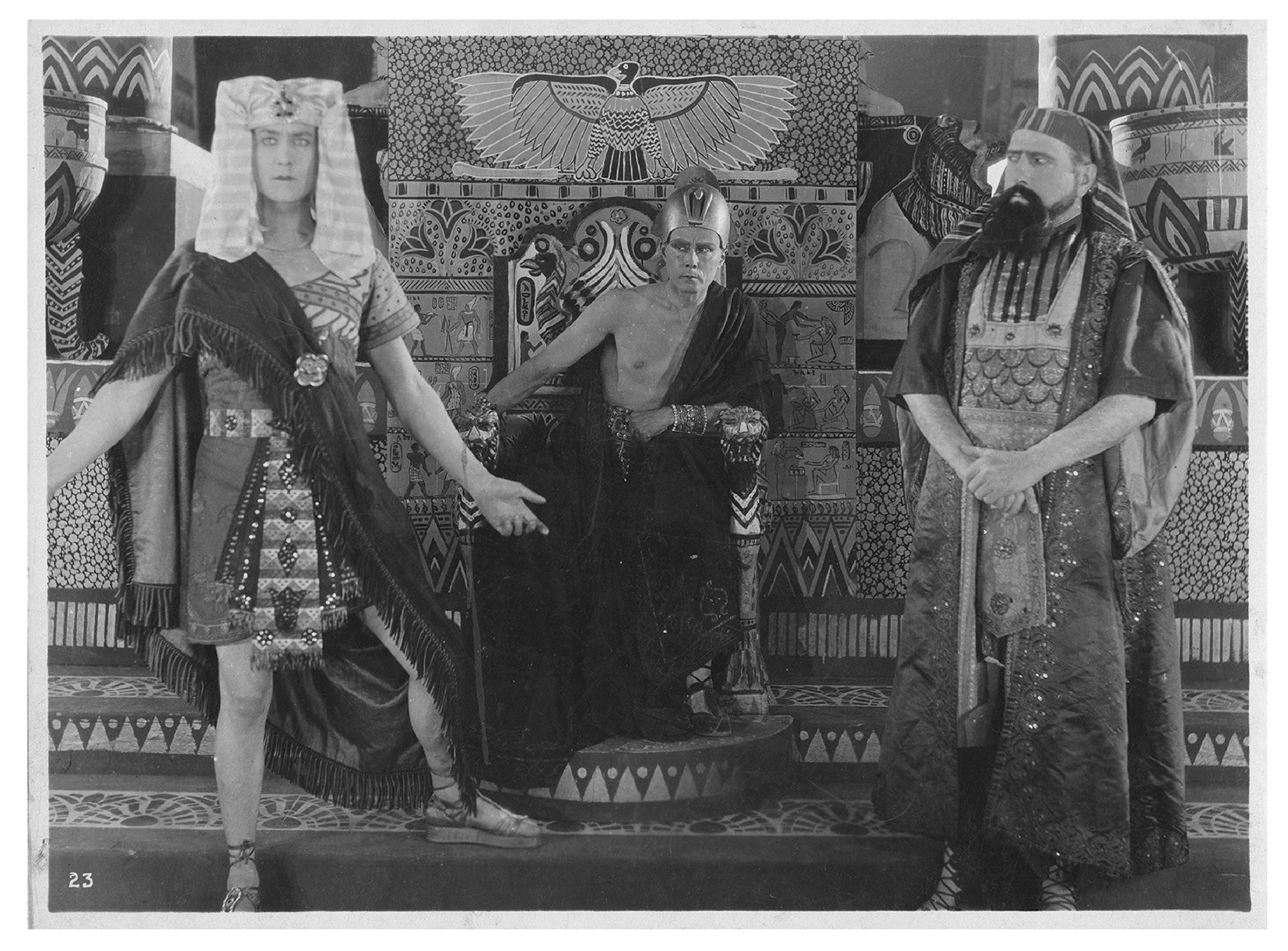
Joseph (André Roanne, à gauche) et Pharaon (Joë Hamman, au centre).

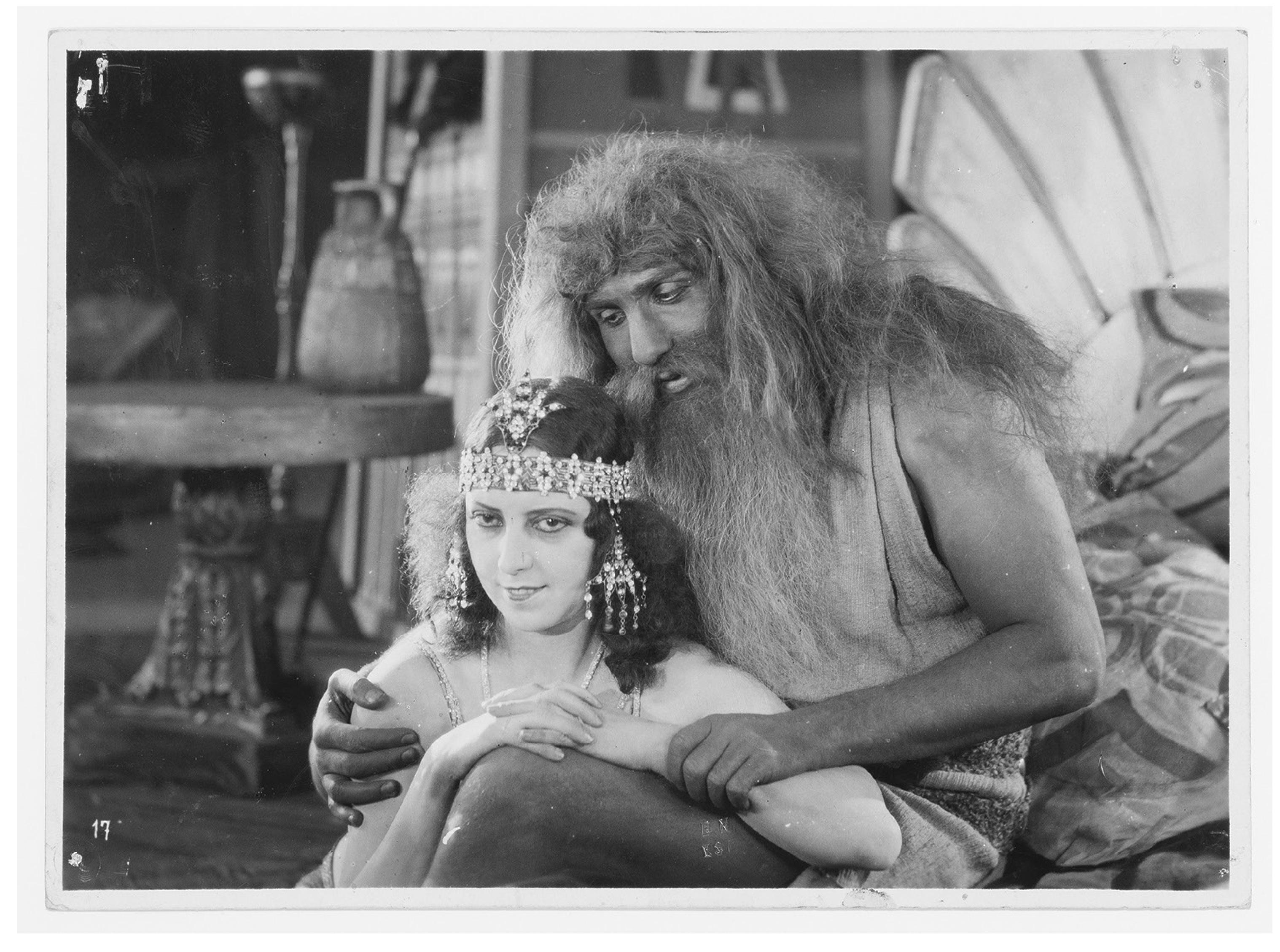
Samson (Raoul Paoli) et Dalila (Musidora).

- Léon Mathot : John Powers / Saül / Hérode
- Annette Benson : Ruth
- Joë Hamman : Abner / Pharaon / Confucius
- Gabriel Signoret : Abraham / Samuel
- Stacia Napierkowska : Salomé
- Musidora : Dalila
- Rachel Devirys : Hériodade
- Claude France : Madame Putiphar
- André Roanne : Joseph
- Gabriel de Gravone : Abel
- Lucien Dalsace : David
- Francine Mussey : Ève
- Hélène Darly : Rachel
- Suzanne Delvé : la sorcière
- André Nox : Job
- Henri Baudin : Isaac
- Camille Bert : Zacharie
- Pierre Daltour : Adam
- France Dhélia : la Reine de Saba
- Jeanne Helbling : Michal
- Gina Relly : Bethsabé
- Suzanne Talba : Akinoam
- Jean Bradin : le Christ
- Eric Barclay : Jean-Baptiste
- Malcolm Tod : l'ange
- Marcel Vibert : Salomon
- Paul Hubert : Agag
- Ernest Maupain : Putiphar
- Gaston Norès : le fiancé de Dalilah
- Raoul Paoli : Samson
- Sylvio de Pedrelli : Balthazar
- Jacques Révérend : Ézéchiel
- Gaston Rieffler : Caïn
- Georges Tréville : un prêtre
- Victor Vina : Moïse
- Jean de Sauvejunte : Jonathan
- Henriette Delannoy
- Andrée Brabant
- Simone Vaudry
- Ginette Maddie